# راي وايت (لاعب كرة قاعدة)
راي وايت (بالإنجليزية: Ray White)‏ هو لاعب كرة قاعدة أمريكي، ولد في 26 نوفمبر 1910، وتوفي في 17 أغسطس 1995.